# Greg Lashutka

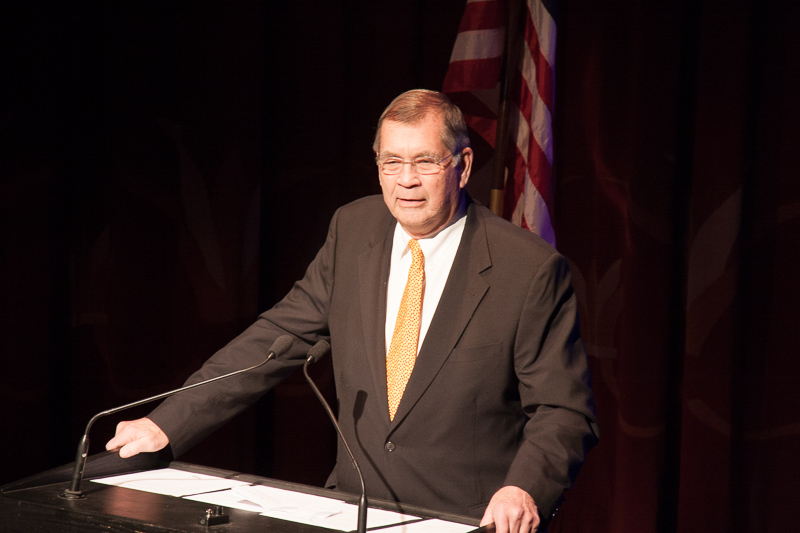
Greg Lashutka (2016)

Gregory S. Lashutka (* 28. März 1944 in New York City) ist ein US-amerikanischer Politiker und ehemaliger American-Football-Spieler. Er war vom 1. Januar 1992 bis zum 1. Januar 2000 der 51. Bürgermeister von Columbus, der Hauptstadt des Bundesstaates Ohio. Lashutka ist Mitglied der Republikanischen Partei.

## Leben
Greg Lashutka studierte ab 1963 an der Ohio State University und war dort für die Ohio State Buckeyes als Footballspieler aktiv. 1966 wurde er von den Buffalo Bills gedraftet und verblieb ein Jahr bei dem Team, wo er jedoch nur in einer Reservemannschaft zum Einsatz kam. Lashutka beendete daraufhin seine aktive Karriere, um sich seinem Studium zu widmen, und schloss das Studium im gleichen Jahr als Bachelor of Science ab. Danach vertiefte er ein Studium der Rechtswissenschaften an der Capital University, das er als Juris Doctor beendete.
Nach dem Studium war Lashutka als Anwalt in der Kanzlei Squire, Sanders & Dempsey tätig, wo er zum Partner aufstieg. Er diente zwei Amtszeiten als City Attorney der Stadt Columbus und wurde 1991 zum Bürgermeister der Stadt gewählt. 1995 erfolgte die Wiederwahl. Nachdem er 1999 einen Herzinfarkt erlitten hatte, gab Lashutka bekannt, bei der folgenden Wahl nicht mehr für das Bürgermeisteramt zu kandidieren. Lashutkas Amtszeit endete am 1. Januar 2000, sein Nachfolger wurde Michael B. Coleman. Kurz darauf wurde Greg Lashutka Senior Vice President of Corporate Relations des Versicherungskonzerns Nationwide Insurance. Außerdem war Lashutka zeitweise stellvertretender Vorsitzender der Franklin University. 2008 trat Lashutka von seinen Posten zurück und lebt seitdem im Ruhestand.